# Promozione Liguria 1982-1983
Nella stagione 1982-1983 la Promozione era sesto livello del calcio italiano (il massimo livello regionale). Qui vi sono le statistiche relative al campionato in Liguria.
Il campionato è strutturato in vari gironi all'italiana su base regionale, gestiti dai Comitati Regionali di competenza. Promozioni alla categoria superiore e retrocessioni in quella inferiore non erano sempre omogenee; erano quantificate all'inizio del campionato dal Comitato Regionale secondo le direttive stabilite dalla Lega Nazionale Dilettanti, ma flessibili, in relazione al numero delle società retrocesse dal Campionato Interregionale e perciò, a seconda delle varie situazioni regionali, la fine del campionato poteva avere degli spareggi sia di promozione che di retrocessione.

## Girone A

### Squadre Partecipanti
| Squadra                       | Città                   |
| ----------------------------- | ----------------------- |
| S.C. Alassio                  | Alassio (SV)            |
| A.S. Andora                   | Andora (SV)             |
| U.S. Arenzano                 | Arenzano (GE)           |
| S.S. Argentina Arma           | Arma di Taggia (IM)     |
| U.L.S. Carcarese              | Carcare (SV)            |
| U.S. Corniglianese Edilfriuli | Cornigliano (GE)        |
| U.S. Dianese                  | Diano Marina (IM)       |
| U.S. Finale Ligure            | Finale Ligure (SV)      |
| F.C. Intemelia                | Ventimiglia (IM)        |
| G.S. Levante "C"              | Pegli (GE)              |
| U.S. Libarna                  | Serravalle Scrivia (AL) |
| U.S. Loanesi                  | Loano (SV)              |
| F.S. Sestrese                 | Sestri Ponente (GE)     |
| F.C. Varazze                  | Varazze (SV)            |
| F.C. Veloce 1910              | Savona (SV)             |
| U.S. Ventimigliese            | Ventimiglia (IM)        |

### Classifica finale
|  | Pos. | Squadra        | Pt | G  | V  | N  | P  | GF | GS | DR  |
|  | ---- | -------------- | -- | -- | -- | -- | -- | -- | -- | --- |
|  | 1.   | Andora         | 47 | 30 | 19 | 9  | 2  | 58 | 15 | +43 |
|  | 2.   | Sestrese       | 38 | 30 | 15 | 8  | 7  | 45 | 26 | +19 |
|  | 3.   | Varazze        | 38 | 30 | 16 | 6  | 8  | 43 | 28 | +15 |
|  | 4.   | Finale Ligure  | 37 | 30 | 16 | 5  | 9  | 37 | 26 | +11 |
|  | 5.   | Levante "C"    | 37 | 30 | 14 | 9  | 7  | 39 | 26 | +13 |
|  | 6.   | Veloce 1910    | 37 | 30 | 14 | 9  | 7  | 41 | 27 | +14 |
|  | 7.   | Carcarese      | 37 | 30 | 16 | 5  | 9  | 41 | 26 | +15 |
|  | 8.   | Libarna        | 34 | 30 | 14 | 6  | 10 | 46 | 43 | +3  |
|  | 9.   | Ventimigliese  | 31 | 30 | 10 | 11 | 9  | 40 | 30 | +10 |
|  | 10.  | Arenzano       | 28 | 30 | 10 | 8  | 12 | 29 | 31 | -2  |
|  | 11.  | Dianese        | 27 | 30 | 9  | 9  | 12 | 27 | 34 | -7  |
|  | 12.  | Argentina Arma | 25 | 30 | 8  | 9  | 13 | 27 | 33 | -6  |
|  | 13.  | Corniglianese  | 24 | 30 | 9  | 6  | 15 | 29 | 39 | -10 |
|  | 14.  | Alassio        | 19 | 30 | 6  | 7  | 17 | 26 | 46 | -20 |
|  | 15.  | Loanesi        | 13 | 30 | 5  | 3  | 22 | 22 | 74 | -52 |
|  | 16.  | Intemelia      | 8  | 30 | 3  | 2  | 25 | 10 | 53 | -43 |

- L'Intemelia è penalizzata per tesseramento irregolare e retrocessa dal 2º all'ultimo posto.

## Girone B

### Squadre Partecipanti
| Squadra                   | Città                        | Stadio                   |
| ------------------------- | ---------------------------- | ------------------------ |
| U.S. Audace Campomorone   | Campomorone (GE)             |                          |
| U.S. Angelo Baiardo       | Genova (GE)                  |                          |
| U.S. Ausonia Brin         | La Spezia (SP)               |                          |
| U.S. Bogliasco Pontetto   | Bogliasco (GE)               |                          |
| U.S. Ceparana             | Ceparana (SP)                |                          |
| U.S. Lavagnese            | Lavagna (GE)                 |                          |
| U.S. Lunense Castelnovese | Castelnuovo Magra (SP)       |                          |
| Migliarina Teli Sport     | La Spezia (SP)               |                          |
| S.C. Molassana Boero      | Molassana (GE)               |                          |
| C.S. Monterosso al Mare   | Monterosso al Mare (SP)      |                          |
| U.S. Monzone 1926         | Fivizzano (MS)               |                          |
| U.S. Pontedecimo          | Pontedecimo (GE)             |                          |
| Pol. Pro Recco            | Recco (GE)                   |                          |
| S.C. Riva Trigoso         | Riva Trigoso (GE)            |                          |
| A.C. Sammargheritese      | Santa Margherita Ligure (GE) | Stadio Eugenio Broccardi |
| U.S. Valdellora           | La Spezia (SP)               |                          |

### Classifica finale
|  | Pos. | Squadra               | Pt | G  | V  | N  | P  | GF | GS | DR  |
|  | ---- | --------------------- | -- | -- | -- | -- | -- | -- | -- | --- |
|  | 1.   | Migliarina Teli Sport | 42 | 30 | 16 | 10 | 4  | 38 | 16 | +22 |
|  | 2.   | Monzone 1926          | 37 | 30 | 13 | 11 | 6  | 32 | 21 | +11 |
|  | 2.   | Angelo Baiardo        | 37 | 30 | 15 | 7  | 8  | 35 | 24 | +11 |
|  | 4.   | Bogliasco Pontetto    | 33 | 30 | 9  | 15 | 6  | 25 | 25 | 0   |
|  | 4.   | Riva Trigoso          | 33 | 30 | 13 | 7  | 10 | 30 | 24 | +6  |
|  | 6.   | Audace Campomorone    | 31 | 30 | 9  | 13 | 8  | 37 | 31 | +6  |
|  | 6.   | Ceparana              | 31 | 30 | 12 | 7  | 11 | 32 | 30 | +2  |
|  | 8.   | S.C. Molassana Boero  | 30 | 30 | 11 | 8  | 11 | 38 | 34 | +4  |
|  | 9.   | Monterosso al Mare    | 29 | 30 | 8  | 13 | 9  | 41 | 46 | -5  |
|  | 10.  | Pontedecimo           | 28 | 30 | 9  | 10 | 11 | 36 | 31 | +5  |
|  | 10.  | Valdellora            | 28 | 30 | 7  | 14 | 9  | 22 | 25 | -3  |
|  | 12.  | Lavagnese             | 27 | 30 | 7  | 13 | 10 | 27 | 27 | 0   |
|  | 12.  | Lunense Castelnovese  | 27 | 30 | 11 | 5  | 14 | 34 | 43 | -9  |
|  | 14.  | Pro Recco             | 23 | 30 | 7  | 9  | 14 | 24 | 36 | -12 |
|  | 14.  | Sammargheritese       | 23 | 30 | 6  | 11 | 13 | 31 | 45 | -14 |
|  | 16.  | Ausonia Brin          | 21 | 30 | 2  | 17 | 11 | 16 | 33 | -17 |

## Finale Campione regionale
a Migliarina (gara unica) il 15-05-1983 : Migliarina-Andora 2-2 4-5 d.c.r.